# Yttermalung
Yttermalung is een plaats in de gemeente Malung-Sälen in het landschap Dalarna en de provincie Dalarnas län in Zweden. De plaats heeft 216 inwoners (2005) en een oppervlakte van 77 hectare.
Het dorpje ligt aan weerszijden van de Västerdalsälven rivier.

## Verkeer en vervoer
Bij de plaats loopt de E16/Riksväg 66.
De plaats heeft een station aan de spoorlijn Repbäcken - Särna.